# المدرسة الباكستانية الدولية الحديثة
المدرسة الباكستانية الدولية الحديثة هي مدرسة باكستانية خاصة تقع في محافظة حولي الكويت. تأسست المدرسة في عام 1997. تدرس جميع الفئات العمرية من الإبتدائية إلى الثانوية. المدرسة معترف بها من قبل وزارة التربية والتعليم في الكويت وهي عضو في المجلس الاتحادي المتوسط والتعليم الثانوي إسلام آباد (FBISE).

## الروابط الخارجية
1. ↑  "Contact School." New Pakistan International School, Hawalli. Retrieved on 19 February 2011. نسخة محفوظة 14 فبراير 2013 على موقع واي باك مشين.

- [الريان القابضة http://alrayanholding.com/index.php/ar/2014-09-02-08-16-00/32-npis]
- [المدرسة الباكستانية الدولية الحديثة احتفلت بمرور 15 عاماً على تأسيسها http://www.annaharkw.com/annahar/Article.aspx?id=336227&date=19062012]
- New Pakistan International School
- wikimapia